# Greta Freist
Margaretha Maria Josefa « Greta » Freist, née le 21 juillet 1904 à Weikersdorf et morte le 18 septembre 1993 à Paris, est une peintre et une graphiste autrichienne.

## Biographie
Greta Freist étudie à l'Académie des Beaux-Arts de Vienne de 1924 à 1930 auprès de Rudolf Bacher et Rudolf Jettmar. Pendant ses études, elle rencontre Gottfried Goebel qui devient par la suite son partenaire amoureux et professionnel. Leur atelier sur la Hartäckerstraße de Vienne devient un salon littéraire où passent des écrivains comme Elias Canetti ou Otto Basil. Elle travaille comme peintre indépendante, graphiste, restauratrice, céramiste et peintre sur tissus.
Ses œuvres ayant déjà fait l'objet de plusieurs expositions, elle émigre avec Goebel à Paris en 1936, où elle expose au Salon d'Automne et au Salon des indépendants. Ses années à Paris sont difficiles : Goebel est interné et elle se fait arrêter à plusieurs reprises pour trafic sur le marché noir.
Après la guerre, elle développe un style pictural plus tourné vers l'abstraction. La section française de l'International Art Club est fondée dans son atelier en 1950. Dans ces années, elle expose aussi des œuvres au Salon des réalités nouvelles. Freist meurt en 1993 à Paris.

## Œuvre
Greta Freist se tourne vers différents styles artistiques tout au long de sa vie. Ses œuvres de jeunesse sont imprégnées d'un réalisme magique où des figures réelles et imaginaires se côtoient. Entre 1949 et 1967, elle développe un style abstrait, qu'elle délaisse ensuite pour une manière de peindre plus figurative et fantastique qu'un voyage en Espagne lui a inspiré. Elle exprime par là une critique du temps et de la déshumanisation du monde. Enfin, de 1988 à sa mort, elle revient à  l'abstraction.